# Воин (село)
Во́ин (якут. Воин) — село в Намском улусе Якутии России. Входит в состав Хомустахского 2-го наслега.

## География
Село находится в пределах Центрально-Якутской равнины, на правом берегу реки Лена и её протоке Суптук, на расстоянии 26 км к юго-западу от села Намцы, административного центра улуса.

### Климат
Средняя температура января −42 °C, июля +17…+18 °С. Осадков выпадает около 200—250 мм в год.

## История
Согласно Закону Республики Саха (Якутия) от 30 ноября 2004 года N 173-З N 353-III село вошло в образованное муниципальное образование Хомустахский 2-й наслег.

## Население
| 2002 | 2010 | 2021 |
| ---- | ---- | ---- |
| 57   | ↘46  | ↘27  |

### Национальный состав
Согласно результатам переписи 2002 года, в национальной структуре населения якуты составляли 98 % из 57 чел.

## Улицы
В селе имеется одна улица — Воина.

## Экономика
Развито животноводство (мясо-молочное скотоводство, мясное табунное коневодство).